# U2 Innocence + Experience Live in Paris
U2 Innocence + Experience Live in Paris (stilizzato come U2 iNNOCENCE + eXPERIENCE Live in Paris) è un album video del gruppo musicale irlandese U2, pubblicato il 10 giugno 2016 dalla Island Records.

## Descrizione
È stato registrato il 7 dicembre 2015 all'Accorhotels Arena di Parigi dapprima come speciale natalizio per HBO, trasmesso successivamente anche presso diverse pay TV.

## Tracce
1. People Have the Power
2. The Miracle (of Joey Ramone)
3. Vertigo
4. I Will Follow
5. Iris (Hold Me Close)
6. Cedarwood Road
7. Song for Someone
8. Sunday Bloody Sunday
9. Raised by Wolves
10. Until the End of the World
11. The Fly
12. Invisible
13. Even Better Than the Real Thing
14. Mysterious Ways
15. Elevation
16. Every Breaking Wave
17. October
18. Bullet the Blue Sky
19. Zooropa
20. Where the Streets Have No Name
21. Pride (In the Name of Love)
22. With or Without You
23. Stephen Hawking 'Global Citizen'
24. City of Blinding Lights
25. Beautiful Day
26. Mother and Child Reunion
27. Bad
28. One
29. People Have the Power (with Eagles of Death Metal) – originariamente interpretata da Patti Smith
30. I Love You All the Time (Eagles of Death Metal)

Tracce bonus nell'edizione BD e deluxe
1. Cedarwood Road - A Gavin Friday Narration
2. Out Of Control (December 6th 2015 - Paris)
3. The Future Better Hurry Up
4. The Electric Co (November 11th 2015 - Paris)
5. i + e - Behind the Scenes with the Director
6. Bad/People Have the Power (with Patti Smith - December 6th 2015 - Paris)
7. The Wanderer
8. The Troubles
9. Music Videos

## Formazione
- Bono – voce
- The Edge – chitarra, pianoforte, voce
- Adam Clayton – basso
- Larry Mullen Jr. – batteria, percussioni, cori